# Międzynarodowy Dzień Ratownictwa Górskiego
Międzynarodowy Dzień Ratownictwa Górskiego (ang. International Mountain Rescue Day) – święto obchodzone corocznie 28 sierpnia przez organizacje ratownictwa górskiego, organizowane od 2022 roku na całym świecie. 

## Historia
W dniach od 28 sierpnia do 3 września 1948 roku eksperci ratownictwa górskiego z krajów ościennych zjechali się w góry Wilder Kaiser w Austrii na zaproszenie Österreichischer Alpenverein, by uczestniczyć w pokazach sprzętu i technik ratownictwa górskiego. W czasie tego zjazdu nastąpiła wymiana doświadczeń i wiedzy na temat ratownictwa górskiego. Spotkanie to doprowadziło do powołania w 1955 roku Międzynarodowej Komisji Ratownictwa Alpejskiego (ang. International Commission for Alpine Rescue (ICAR), niem. nternationale Kommission für Alpines Rettungswesen (IKAR)) zrzeszającej służby ratownictwa górskiego z różnych krajów świata. W 2022 roku ICAR ustanowiła coroczne święto ratownictwa górskiego w dniu 28 sierpnia, upamiętniając dzień międzynarodowego spotkania ratowników górskich w Wilder Kaiser. Pod koniec sierpnia organizowane są festyny, podczas których organizacje ratownictwa górskiego prezentują sprzęt ratowniczy i wyposażenie ratowników górskich, organizują pokazy działania oraz propagują i przekazują widzom najważniejsze zasady zachowania bezpieczeństwa w terenach górskich oraz na szlakach turystycznych. 

### Dzień Przewodników i Ratowników Górskich
Święto ratownictwa górskiego w Polsce obchodzone jest 10 sierpnia pod nazwą Dzień Przewodników i Ratowników Górskich. 10 sierpnia jest dniem śmierci świętego Wawrzyńca, który został wybrany patronem polskich ratowników górskich. W roku 1981 polscy ratownicy górscy i przewodnicy górscy zgromadzili się w Kaplicy św. Warzyńca na Śnieżce. Od tamtej pory św. Wawrzyniec został patronem polskich przewodników i ratowników górskich GOPR i TOPR.